# Kalandrapacsirta
A kalandrapacsirta (Melanocorypha calandra) a madarak osztályának verébalakúak (Passeriformes) rendjébe és a pacsirtafélék (Alaudidae) családjába tartozó faj.

## Előfordulása
Európában Spanyolország, Dél-Franciaország, Olaszország, a Balkán-félsziget  és Ukrajna területén fészkel. Kelet-Ázsia nagy területein él, valamint Észak-Afrika jelentős részét is meghódította. A sík füves puszták, félsivatagok, dombvidékek és alacsony hegyek lakója. Megfelelő körülmények között állandó, hideg vagy élelemhiány esetén költözik.

## Megjelenése
Hossza 18–19 centiméter, szárnyfesztávolsága pedig 34–42 centiméter. Tömege 45–73 gramm.

## Életmódja
Növényi magvakat, friss hajtásokat és rovarokat fogyaszt.
|  |

## Szaporodása

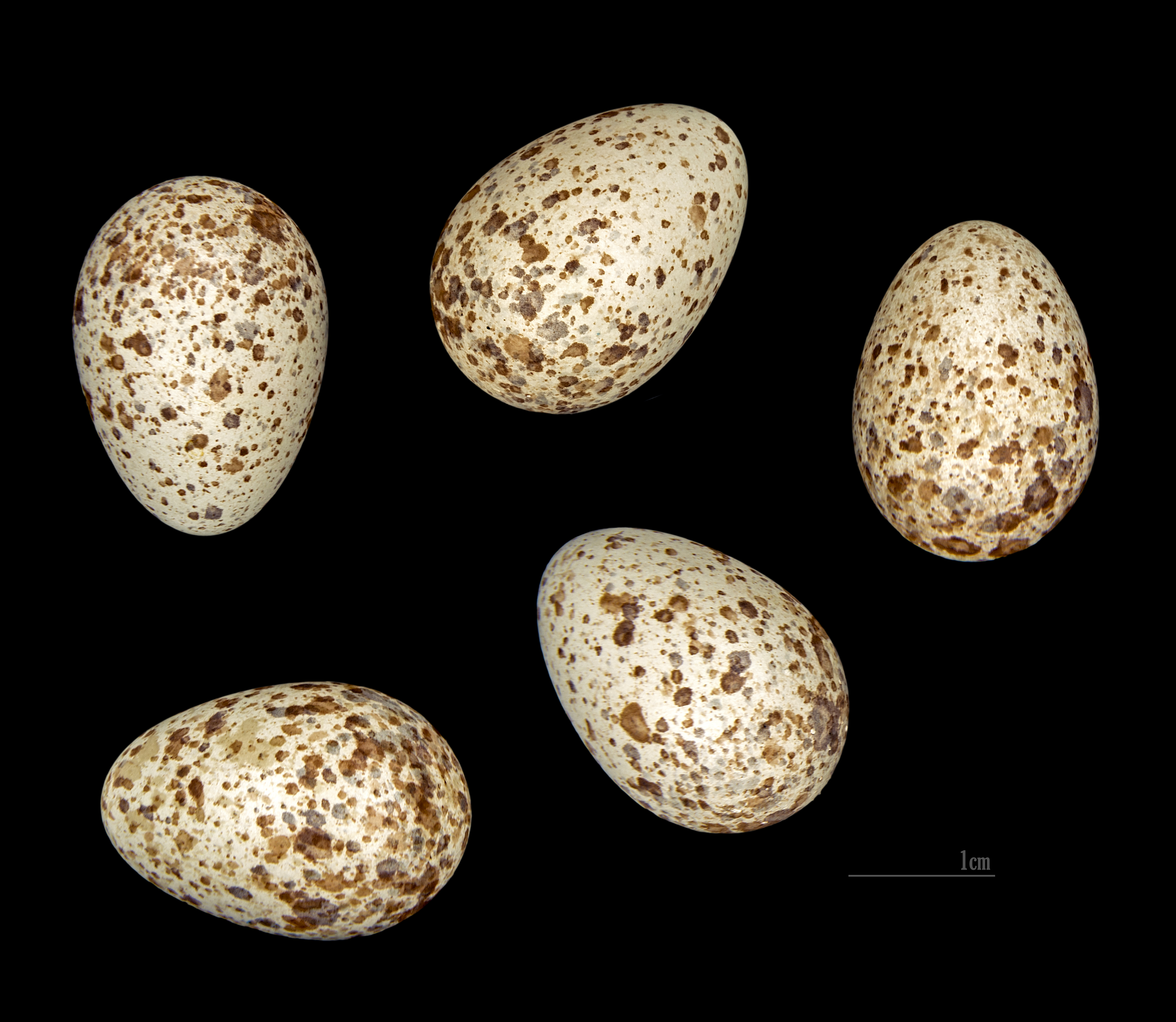
Melanocorypha calandra

Fűcsomók közé, kis mélyedésbe rakja fészkét, kövekből kisebb fedezéket épít. Fészekalja 4-7 tojásból áll, melyen 16 napig költ. A fiókák még 14-16 napig a fészekben vannak, mire megtanulnak repülni.

## Alfajok
- M. c. calandra (Linnaeus, 1766) – Portugáliától Kazahsztánig, Marokkótól északnyugat-Iránig;
- M. c. hebraica (Meinertzhagen, 1920) – délközép-Törökországtól nyugat-Jordániáig;
- M. c. gaza (Meinertzhagen, 1919) – délkelet-Törökország, kelet-Szíria, Irak, délnyugat-Irán;
- M. c. psammochroa (Hartert, 1904) – észak-Iraktól kelet-Kazahsztánig.

## Kárpát-medencei előfordulása
Magyarországon ritka kóborló.

## Védettsége
Védett, természetvédelmi értéke 25 000 Ft.